# Compósito ionômero-metálico

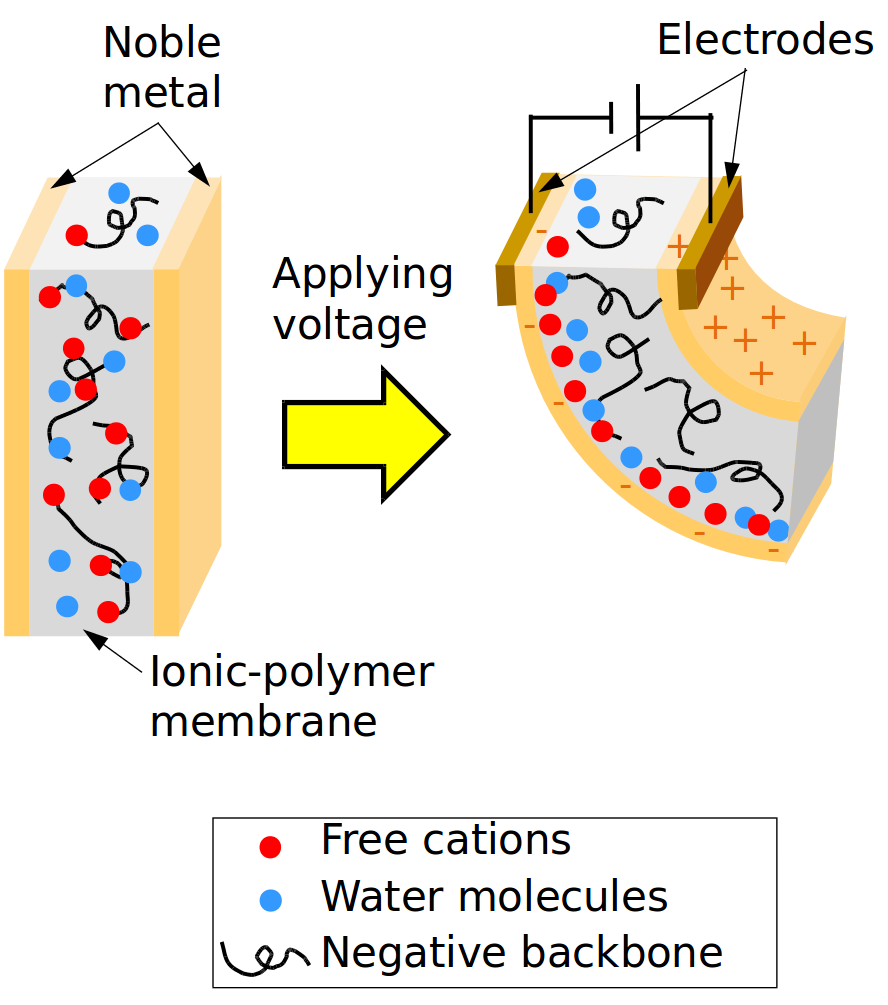
Princípio de atuação de um IPMC. Quando voltagem é aplicada aos eletrodos, os cátions da membrana migram em direção ao pólo negativo, carregando partículas de água, resultando na flexão do material.

Compósitos ionômero-metálicos (em inglês ionic polymer-metal composites, IPMCs) são nanomateriais compósitos sintéticos que exibem comportamento de músculos artificiais sob uma voltagem ou campo elétrico. IPMCs são compostos de um ionômero, como Nafion ou Flemion cujas superfícies são quimicamente chapeadas ou fisicamente revestidas com metais condutores, como platina ou ouro. Sob uma tensão (tipicamente 1-5 V para amostras de 10 mm x 40 mm x 0.2 mm) os íons do material migram e se redistribuem dentro uma tira de IPMC resultando em uma deformação de flexão. Se os eletrodos chapeados forem dispostos em uma configuração assimétrica, a tensão imposta pode induzir todos os tipos de deformações, tais como torção, giros e deformações assimétricas. Alternativamente, se tais deformações forem fisicamente aplicadas a uma tira de IPMC, uma tensão é gerada entre os eletrodos (tipicamente alguns milivolts em pequenas amostras) e portanto podem ser usados como sensores ou coletores de energia. IPMCs são um tipo de polímero eletroativo. Eles funcionam muito bem em ambientes líquidos, e também funcionam no ar. Eles têm uma densidade de força de cerca de 40 em uma configuração de alavanca, o que significa que eles podem gerar força em sua ponta de quase 40 vezes o seu próprio peso quando usados como alavancas. IPMCs em atuação, detecção e captação de energia têm uma ampla largura de banda de kHz ou mais. IPMCs foram introduzidos pela primeira vez em 1998 por Shahinpoor, Bar-Cohen, Xue, Simpson e Smith, mas a ideia original de usar ionômeros como atuadores e sensores existe desde 1992-93 por Adolf, Shahinpoor, Segalman, Witkowski, Osada, Okuzaki, Hori, Doi, Matsumoto, Hirose, Oguro, Takenaka, Asaka e Kawami.